# 东北大学旧址
东北大学旧址位于中国辽宁省沈阳市皇姑区北陵大街东侧，是东北大学在1931年九一八事变后流亡关内之前的校址，2001年被列为第五批全国重点文物保护单位。

## 历史
东北大学1923年成立，校舍建设持续到1930年。1931年，九一八事变發生，东北沦陷，東北大學師生遷往北京、开封、西安。现在由辽宁省人民政府办公厅等单位使用。2001年6月25日被国务院批准列为第五批全国重点文物保护单位。

## 建築
東北大學校園是由基泰工程司建筑师杨廷宝主要負責設計的。校園设计成一尊观音坐像，校墙围绕“观音坐像”展開，图书馆、理工学院樓，坐落在南北中轴线上，其它建筑四面呈放射状分布，图书馆是校園中心，理工学院教学楼是校園主建築。
东北大学旧址建筑采用中西结合的建筑形式，極具藝術價值。
现存旧址建筑可分为左中右三列，主要建筑物有理工学院教學樓（现为辽宁省政府办公厅办公楼）、文学院（汉卿北楼）、法学院（汉卿南楼）、图书馆（现为辽宁省文化和旅游厅）、汉卿体育场、校长办公楼（现为辽宁省省长办公楼）、男生宿舍（遼寧省軍區內）、女生宿舍（现为老干部活动中心）、教职员住宅、教授俱乐部（现为辽宁省文史馆）、工廠辦公樓等，建筑质量较高，基本保存完好。